# Spiritiops tepuiensis
Spiritiops tepuiensis is een haft uit de familie Baetidae. De wetenschappelijke naam van de soort is voor het eerst geldig gepubliceerd in 2012 door Nieto & Derka.
De soort komt voor in het Neotropisch gebied.